# Kees Kist
Kees Kist este un fost jucător de fotbal neerlandez, care a jucat pentru Echipa națională de fotbal a Țărilor de Jos.

## Premii obținute
- Gheata de aur (19)